# Lijst van kanseliers van Vlaanderen en Bourgondië
Dit is een lijst van de kanseliers en grootkanseliers van Vlaanderen en Bourgondië, met de periode waarin ze hun ambt uitoefenden.

## Ontstaan
Op 28 maart 1385 werd bisschop Jean Canard door Filips de Stoute aangesteld tot chancelier de monseigneur le duc voor al zijn gebieden in Bourgondië en de Bourgondische Nederlanden. Formeel volgde Canard de kanselier van de graaf van Vlaanderen op. Daarnaast was er ook nog een kanselier van Vlaanderen, de proost van Sint-Donaas, die na 1385 buitenspel werd gezet. De kanselier van Bourgondië werd dan weer uitgedoofd (Nicolas de Tholon is laatst vermeld met die titel in 1387) en vervangen door een gouverneur. De centraliserende werking van het nieuwe ambt was onmiskenbaar: de kanselier van Vlaanderen en Bourgondië was het hoofd van het bestuursapparaat van alle in personele unie verbonden vorstendommen, waarvan Filips de eenheid belichaamde. Het woord 'Vlaanderen' raakt hier stilaan als pars pro toto in gebruik voor de gehele Nederlanden. De kanselier was het hoofd van de Grote Raad van Mechelen en stond nog boven de voorzitters van de Raad. De Raad was als hoogste rechtscollege ook ingesteld voor alle Nederlandse gewesten.

## Overzicht
- Jean Canard (1385-1405), Chancelier de monseigneur le duc, opereerde vanuit Parijs
- Jean de Saulx-Courtivron (1405-1419)
- Jean de Thoisy (1419-1422)
- Nicolas Rolin (1422-1462) – ambt na zijn dood enkele jaren vacant
- Pierre de Goux (1465-1471)
- Guillaume Hugonet (1471-1477) – ambt na zijn terechtstelling enkele jaren vacant
- Jean I Carondelet (1480-1496), Grand chancelier de Flandres et de Bourgogne
- Thomas de Plaines (1496-1507)

Hierna werd het ambt opgeheven, om enkele jaren later te worden hersteld:
- Jean le Sauvage (1514-1518)
- Mercurino di Gattinara (1518-1530), Grand chancelier de tous les royaumes et terres du roi

Daarna volgde een grondige hertekening van het bestuur, met in de Habsburgse Nederlanden de oprichting van de Collaterale Raden.

## Voetnoten
1. ↑  Michelle Bubenicek, Yolande de Flandre. Quand les femmes gouvernent. Droit et politique au XIVe siècle, 2002, p. 360. Gearchiveerd op 23 maart 2024.